# Edson Ávila
Edson Ávila (Lima, 6 de julio de 1994) es un futbolista peruano. Juega de mediocampista y su equipo actual es Unión Huaral de la Liga 3 de Perú.

## Clubes
| Club                     | País | Año         |
| ------------------------ | ---- | ----------- |
| Sport Huancayo           | Perú | 2013 - 2015 |
| Unión Huaral             | Perú | 2016 - 2017 |
| Deportivo Hualgayoc      | Perú | 2018        |
| Juan Aurich              | Perú | 2019        |
| Sport Chavelines Juniors | Perú | 2020        |
| Los Ángeles Negros       | Perú | 2021        |
| Deportivo Coopsol        | Perú | 2022        |
| Juan Aurich              | Perú | 2022        |
| Deportivo Llacuabamba    | Perú | 2023        |
| Unión Huaral             | Perú | 2025 -      |